# 葛本さんちの四兄弟
『葛本さんちの四兄弟』（くずもとさんちのよんきょうだい）は、木下聡志による日本の漫画作品。『ジャンプスクエア』（集英社）にて2008年8月号より2009年7月号まで連載された。話数カウントは「○超目」。

## 作品概要
ご町内の事件を解決する超理当番に任命された葛本四兄弟が超能力で解決するサクセスストーリー。

作者の前作『ドラゴノーツ-THE RESONANCE-』（原案：ドラゴノーツプロジェクト、原作：NAS）とは違い少年漫画の出で立ちだが、連載開始時から青年漫画に近い内容になっている。

## 登場人物

### 葛󠄀本家
超民の一家。両親がいなくなったことで、今の家族構成は一心・空次・未大・満夜の4人のみ。超理当番を任されることになるがアクシデントにより自宅を破壊されてしまい、お隣さんである桂木家に居候することになる（最終巻のおまけ書き下ろしによる3年後にて自宅が再建されている）。
葛本 空次（くずもと そらじ）
本作のメイン主人公。葛本家の次男。テッペンボールとウノが大好き。白鳳学園中等部3年B組。年齢は14歳。通称「ソラ」。
普段はどこか優柔不断でヘタレだが、熱血漢の性格を持つ。テッペンボールのギザスターレッドが身につけているゴーグルを着用している。未大からは疫病神と呼ばれているほどの犬猿の仲である。
美火子とは幼馴染であるが幼少時、不良に絡まれた際、超能力を使うと追放されてしまうという掟に縛られていた為、美火子に「アタシより強くなりなさい! アタシを守れる男になりなさい」という条件でゴーグルを預けられてしまうが、美火子の因縁である二村敏光に絡まれた際に偶然身に着けてしまう。
能力は空気を自由自在に操る空気使い（エアリアル・マスター）であるが、能力の使い方が下手であるため通常はエア・リコーダー程度しか使えない。
葛本 未大（くずもと みひろ）
葛本家の三男。白鳳学園中等部2年C組。年齢は13歳。通称「ヒロ」。
クールな性格の持ち主でスポーツ万能だが、兄である空次とは犬猿の仲である。小動物が好きで、末弟である満夜のことも可愛がっている。
幼馴染みである海希から、ことあるごとにスポーツで勝負でリベンジを挑まれ、窮地に追い込まれるも最後の最後で逆転勝ちした。
能力は遠隔念動力（サイコキネシス）。指一つで触らずに物を自由自在に操る事が出来る。
中間テストの結果は学年一位。
葛本 一心（くずもと いっしん）
葛本家の長男。年齢は23歳。通称「シン」。大学卒業後に教職に就き、現在白鳳学園初等部2年A組の担任をしている。恵実と田子作とは親友関係である。
優しそうな性格だが、クールな目つきをしている。空次が起こした超騒動を不問にした。
葛本四兄弟の中で唯一父親である時男とは因縁があり、超内会をも動かすほどの圧力を持っている。さらに女子にも人気である。
最終巻のおまけ書き下ろしによる3年後では、恵実と結婚したことが明かされている。
能力は来歴探知（サイコメトリー）。物に触るとその持ち主の状況を知る事が出来る。また能力感度を上げることで、自分周辺の相手の考えも読みとることができる。
葛本 満夜（くずもと まよ）
葛本家の末っ子。白鳳学園初等部2年D組。年齢は7歳。通称「マヨ」。
後述の能力のせいで声を出すのが臆病になってしまったため無口な性格になってしまったが、空次と天愛菜によって考えを改めた。
幼馴染である天愛菜に対しては礼儀正しい一面を持っている。兄想いで心優しい性格。
能力は言霊使い（ワードマスター）。一種の催眠術のようなもので声で相手の潜在意識に働きかけ、言葉の持つ意味を相手に強制させる能力。

### 桂木家
葛本家の隣家。
桂木 美火子（かつらぎ びびこ）
本作のメインヒロイン。桂木家の次女で空次の幼馴染。白鳳学園中等部3年B組。年齢は14歳。通称「ビビコ」。
幼少時は年相応の女の子だったが、現在は不良グループの女番長として舎弟を従えており、喧嘩も強く言動も勝気なものへと変わっている。怒るとモンスターの如く凶悪な顔になり、主にソラが瀕死寸前にまでブチのめされている。
しかしながら少女漫画を好むなど、内面自体は普通の少女である。空次に対しては恋心を抱いている様子だが、素直になれないところがある（所謂ツンデレ）。
とある理由によりソラのゴーグルを預けてしまう。因縁である敏光に絡まれ窮地に陥るが、空次の超能力で助けられる。
喧嘩の強さは私立にもかかわらず、校内では公認となっているようである。
桂木 海希（かつらぎ しいの）
桂木家の三女で未大の幼馴染。白鳳学園中等部2年C組。年齢は13歳。通称「シイノ」。
数々のクラブを掛け持ちし、優勝へと誘う戦乙女（ヴァルキリー）の異名を持つ「スポドル」だが、未大に勝った事は一度もない。
いつかは未大に勝つためと再戦を挑んだ後の未大の無防備な笑顔見たさにリベンジをし続けており、本人は気付いていないが未大に好意を寄せているようである。
中間テストの結果は学年最下位。
桂木 恵実（かつらぎ えいみ）
桂木家の長女で一心の友人。年齢は22歳。通称「エイミ」。
優しそうな容姿とは裏腹に、空次と未大を怯えさせるほどの微笑を併せ持っている。
普段は子供好きだが、行儀や門限には厳しく、空次と未大は毎回お仕置きを喰らっている。そのため空次と未大は「小さい頃からよくいじめられた」と口揃えていうが実際は優しく接してくれた思い出もあり、良くも悪くも母親代わりにあたる人物。
実は白鳳学園の初代番長で、現番長である次妹の美火子は二代目にあたる。
最終巻のおまけ書き下ろしによる3年後では、一心と結婚したことが明かされている。
桂木 天愛菜（かつらぎ でぃあな）
桂木家の四女で満夜の幼馴染。年齢は7歳。通称「ディアナ」。
初登場時は、ゴスロリを意識した服装に身を包んでいる。可愛らしい容姿とは裏腹に尊大な言動の持ち主で、その態度は姉の美火子に対しても例外ではない。また頭の回転が速い上に洞察力にも優れており、葛本四兄弟に何か秘密がある事も突き止めている。
学校では「超新星会」の親分であり、無口な満夜をフォローしている。

### 超内会
マリカ
「瞬間移動する美少女（テレポーター）」の異名を持つ超内会の伝令係。一心に惚れているため、一心の言う事なら何でもするという一面を持つ。
藤影 揚羽（ふじかげ あげは）
空次と美火子のクラスに転校して来た謎の美少年。美火子に「空次に近づくな」と忠告をした。
男性かと思われたが実は女性で、正体は超内会の元隠密係所属にして、現超内会次期当主である姫子の世話係だった。姫子の服が肌蹴た状態を見て鼻血を出す等、かなりのド変態である上にワースト4の成績と頭も悪い。
能力は対象の記憶を口唇で吸い取る能力。
藤影 蓼葉（ふじかげ たては）
揚羽の姉で、現当主直属の戦闘部隊“特務委員”の一員。ボーイッシュな容姿をしている妹とは対照的に、グラマラスな容姿をしている。
能力は現時点では不明。
橘 剛生（たちばな ごうき）
特務委員所属の超民。柔太の双子の兄弟。
普民を見下している攻撃的な性格で、幼い少女である天愛菜に対しても平気で暴力を振るう等、かなりの卑劣漢で、柔太によく止められている。
能力は現時点では不明だが、海希に致命傷を負わせたり、空次に攻撃した後に地面を陥没させるなど別次元の能力である。
橘 柔太（たちばな じゅうた）
特務委員所属の超民。剛生の双子の兄弟。物腰の柔らかい冷静沈着な性格で、攻撃的な剛生を度々宥めている。
能力は不明。

#### 當麻家
當麻 王治郎（たいま おうじろう）
超内会会長兼當麻家の現当主である和風の男で、姫子の父親。
父親モードになると優しげな性格の親馬鹿になるが、会長モードになると目つきが鋭くなり、実の愛娘である姫子を囮にするといった非情さも見せる。
能力は現時点では不明だが、遠隔念動力で姫子を自分の元へ呼び寄せる荒技を見せた。
當麻 姫子（たいま ひめこ）
當麻家の次期当主である女の子で、（本人曰く）空次の許嫁。小柄な和風の美少女だが、空次達とは同い歳である。
幼少時はおしとやか且つ気の弱いだけの箱入り御嬢様であり、幼少時に出会った空次との交流によってどういう訳なのかは不明だが、空次をいじめることが大好きな超ドSの魔性に目覚めてしまい、力ずくで半ば強引に婚約（服従）させた。
しかしその内では空次に対する強い愛情と依存があり、空次から嫌われたり拒絶される事を強く恐れている。空次に彼の付けているゴーグルを渡す事を強く拒絶された際には、ショックのあまり号泣してしまっている。
能力は超覚醒（ブースター）。他者の超能力の効力を上げ、潜在能力を引き出す唯一無二の能力。その反面、身体を蝕む欠点がある。

### 敵
葛本 時男（くずもと ときお）
葛本四兄弟の父親で普民。妻の死んだ日に四兄弟を捨てて姿を消した。その後、死んだと思われていたが実は生きている。会長の王治郎によると最重要危険人物であり、超民一族全てを滅ぼしかねない存在らしい。
本編では一心の話で存在が明かされただけだったが、最終巻のおまけ書き下ろしにて登場する。

### その他
蒲生 田子作（がもう たごさく）
超民の1人で、一心と恵実の親友。
一心に対する妬みが原因で超騒動を起こすが、一心の説得と母の叱りによって懲りた様子である。
能力は超再生（リサイクル）。破損した物体を修繕することができる。
梨田 慧人（なした けいと）
超民の一人で、空次のクラスメイト。
中間テストで学年最下位をとってしまったため、空次に復讐しようとしたが、空次のテストの採点ミスにより、呪うのを止めた。
能力は物質転送（アポーツ）。色々な物を転送できる。
葛本 太陽（くずもと たいよう）
弟・流星の超能力により、20年後の未来から来た空次の息子。
能力は父・空次の同じく空気使い（エアリアル・マスター）。
葛本 流星（くずもと りゅうせい）
自身の超能力により、20年後の未来から来た空次の息子で、赤ん坊。
能力は瞬間移動（テレポーター）と叔父・未大と同じく遠隔念動力（サイコキネシス）の2種類。

## 用語
茨城県當麻町（いばらきけんたいまちょう）
本作の舞台。超民の唯一の住みかである。
名前の由来は作者の出身地である奈良県當麻町（現・葛城市）から。
超内会（ちょうないかい）
正式名「超能力内緒協会」。超能力者一族（通称「超民」）を管理統制する協会。
超理当番（ちょうりとうばん）
超内会の鋼の掟を守り通す為の当番。超民及び超能力によって発生する超騒動を迅速かつ秘密裏に処理することが主な仕事。

### 鋼の掟
超理当番に科せられた掟の事。超民にとってこの掟は絶対であり正体がばれてしまうと當麻町を追放され、南極に隔離される。その後、身を密め孤独に余生を送る。主な掟は以下の通り。
1. 普民（普通の町民）に迷惑をかけない!
2. 正体を知られてはいけない!

## 単行本
- 木下聡志 『葛本さんちの四兄弟』 集英社〈ジャンプ・コミックス〉、全3巻
  1. 2008年12月4日発売、ISBN 978-4-08-874595-4
  2. 2009年3月4日発売、ISBN 978-4-08-874659-3
  3. 2009年8月4日発売、ISBN 978-4-08-874722-4